# Weird: la història d'Al Yankovic
Weird: la història d'Al Yankovic (títol original en anglès, Weird: The Al Yankovic Story) és una pel·lícula de paròdia musical biogràfica estatunidenca del 2022 dirigida per Eric Appel, en el seu debut com a director, a partir d'un guió que va coescriure amb Al Yankovic. La pel·lícula és una sàtira sobre pel·lícules biogràfiques musicals i es basa lliurement en la vida i la carrera de Yankovic com a acordionista i compositor de cançons paròdiques. És protagonitzada per Daniel Radcliffe com a Yankovic, juntament amb Evan Rachel Wood, Rainn Wilson, Toby Huss i Julianne Nicholson en papers secundaris. S'ha doblat i subtitulat al català.
El 2010 Appel va produir un fals tràiler d'una pel·lícula biogràfica satírica. Yankovic va projectar-lo als seus concerts, cosa que va fer que els fans es preguntessin quan es faria un llargmetratge, cosa que va dur el músic i al cineasta a desenvolupar junts el concepte de la pel·lícula. El film s va rodar amb un pressupost d'uns 8 milions de dòlars durant divuit dies entre febrer i març de 2022. Es va estrenar al Festival Internacional de Cinema de Toronto el 8 de setembre de 2022 i es va estrenar a The Roku Channel el 4 de novembre del mateix any. La pel·lícula va rebre crítiques positives, que van elogiar el seu guió, l'humor i les interpretacions del repartiment (especialment Radcliffe).
A la 75a edició dels Premis Primetime Emmy, el guió de Yankovic i Appel va ser nominat com a millor guió per a una sèrie o pel·lícula limitada o antologia i la interpretació de Radcliffe va ser nominada com a actor principal destacat en una sèrie o pel·lícula limitada o antologia. La pel·lícula va guanyar el premi Primetime Emmy al millor telefilm.